# Маделунг, Оге
Оге Маделунг (дат. Aage Madelung; 5 июля 1872, Сёдерто, Сконе, Швеция — 27 октября 1949, Копенгаген) — датский писатель немецкого происхождения.

## Биография
Родился в семье крупного фермера-землевладельца. В 1888 году окончил школу-интернат, работал на ферме у отца. Совершал путешествия, жил в России – в 1893-1895 годах был управляющим имением, в 1897-1906 годах поставлял масло из Вологды. Знал русский, датский и немецкий языки. Общался со многими русскими (А.М. Ремизовым, П.Е. Щёголевым, В.Я. Брюсовым, Б.В. Савинковым, Н.А. Бердяевым, М.А. Кузминым, А.И. Леманом) и зарубежными писателями (Г. Брандесом). 
Стихи начал публиковать с 1890 года, с 1908-го выпустил восемь книг прозы. C 1911 по 1920 жил в Швейцарии и Германии. В Первой мировой войне был корреспондентом газеты «Berliner Tageblatt» на Восточном фронте. По роману Маделунга классик кино К.Т. Дрейер снял незвуковой фильм «Заклеймённые» (1922). В 1918 году в Лейпциге Маделунг опубликовал социально-утопический сатирический роман «Человек из цирка». На русском есть его рецензии в журнале «Весы», в 1976-м в Копенгагене вышли «Письма А.М. Ремизова и В.Я. Брюсова к О. Маделунгу». Перевёл с русского на датский рассказ Л. Андреева «Большой шлем» (1905) и повесть Б.В. Савинкова «Конь бледный» (1909).

## Произведения
- Opbrud. (Погром)., 1908.